# Смардзевиці
Смардзевиці (пол. Smardzewice) — село в Польщі, у гміні Томашув-Мазовецький Томашовського повіту Лодзинського воєводства.
Населення — 1876 осіб (2011).
У 1975—1998 роках село належало до Пйотрковського воєводства.
В селі на парафіяльному цвинтарі похований український військовик, підполковник Армії УНР Сава Білодуб.

## Демографія
Демографічна структура станом на 31 березня 2011 року:
|          | Загалом | Допрацездатний вік | Працездатний вік | Постпрацездатний вік |
| -------- | ------- | ------------------ | ---------------- | -------------------- |
| Чоловіки | 938     | 181                | 672              | 85                   |
| Жінки    | 938     | 161                | 581              | 196                  |
| Разом    | 1876    | 342                | 1253             | 281                  |